# Tua (álbum)
Tua é o trigésimo/trigésimo primeiro álbum de estúdio da cantora brasileira Maria Bethânia, lançado em 2009 pela Biscoito Fino, juntamente com o álbum de estúdio Encanteria.
O álbum nasceu através da vontade da cantora de renovar seu repertório e também de abordar a temática do amor, sem ser de uma forma idealizada como no Romantismo. Bethânia queria cantar as coisas agradáveis e desagradáveis que surgem com o amor, um assunto tão complexo.  Foi, então, pedindo aos compositores para que mandassem a ela canções, inclusive pessoalmente àqueles com quem tinha mais intimidade.  Bethânia também desejava saber como estava a produção dos compositores na atualidade.
Muitas canções que chegaram até a cantora não tinham como tema exatamente o amor, mas também agradaram. Essas canções tem climas mais festivos e letras com temas desde fé até diversão, e acabaram fazendo parte de Encanteria, outro álbum conceitual. A partir do repertório dos dois álbuns, surgiu a turnê Amor Festa Devoção, que em 2010 foi lançado em DVD em CD duplo.

## Faixas
| N.º | Título                                   | Compositor(es)                               | Duração |  |
| 1.  | "É o Amor Outra Vez"                     | Dori Caymmi / Paulo César Pinheiro           | 4:42    |  |
| 2.  | "Tua"                                    | Adriana Calcanhotto                          | 2:51    |  |
| 3.  | "A Mão do Amor" / "O Que Eu Não Conheço" | Roque Ferreira - Jorge Vercillo / J. Velloso | 3:30    |  |
| 4.  | "Até o Fim"                              | Cézar Mendes / Arnaldo Antunes               | 2:38    |  |
| 5.  | "Remanso"                                | Moacyr Luz / Aldir Blanc                     | 3:50    |  |
| 6.  | "Fonte"                                  | Saul Barbosa / Jorge Portugal                | 3:36    |  |
| 7.  | "Dama, Valete e Rei" - "Você Perdeu"     | Bill Farr - Márcio Valverde / Nélio Rosa     | 4:08    |  |
| 8.  | "Guriatã"                                | Roque Ferreira                               | 2:40    |  |
| 9.  | "Saudade" (com Lenine)                   | Chico César / Moska                          | 3:20    |  |
| 10. | "Lamentação" / "O Nunca Mais"            | Mauro Duarte - Roberto Mendes / Capinam      | 2:48    |  |
| 11. | "Domingo"                                | Roque Ferreira                               | 3:51    |  |

## Créditos
Grupo principal
- Voz: Maria Bethânia
- Violão e Viola: Jaime Alem
- Contrabaixo: Jorge Helder, André Vasconcellos (o último só na faixa 1)
- bateria e Percussão: Marcelo Costa
- Piano: Kiko Continentino

Participações Especiais
- Piano: João Carlos Assis Brasil (faixas 1 e 11)
- Trompete: Paulinho Trompete (faixas 1 e 7)
- Guitarra: Victor Biglione (faixa 3)
- Acordeon: Toninho Ferragutti (faixas 4, 9 e 11)
- Bandolim: Hamilton de Holanda (faixa 5
- Voz: Lenine (faixa 9)

Direção
- Produção: Ana Basbaum
- Arranjo: Jaime Alem, Toninho Ferragutti (o último só na faixa 4)